# Orbán József (zenész)
Orbán József (Pinkamindszent, 1948. március 1. – Budapest, 2018. július 30.) magyar zeneszerző, dalszövegíró, előadóművész.

## Élete
1948-ban született Pinkamindszenten. Belsőépítésznek tanult, később grafikusként is dolgozott. Az 1976-ban alakult 100 Folk Celsius zenekar alapító tagja, annak zeneszerzője, dalszövegírója, énekese volt. Első nagylemezük 1982-ben jelent meg. Nagy kiugrást, az 1984-ben kiadott Paff, a bűvös sárkány című album jelentette. A kilencvenes években a gyerekdaloktól visszatértek a korábban játszott country zenéhez is, de fő vonalként megmaradtak a gyerekdaloknál.
2017 őszén agy- és tüdődaganatot diagnosztizáltak nála, ezért zenekarában Heilig Gábor helyettesítette. Hosszú betegség után  2018. július 30-án hunyt el.
Búcsúztatása 2018. augusztus 9-én a Belvárosi Nagyboldogasszony Főplébánia-templomban volt. A szertartás után kérésére Pinkamindszentre szállították és édesanyja mellé helyezték örök nyugalomra.